# Franc Kek
To je članek o duhovniku. Za režiserja, producenta in politika z istim imenom glej Franci Kek.
Franc Kek, slovenski duhovnik, * 20. avgust 1895, Studenec pri Trebnjem, †  21. oktober 1943, gozd Padež, Birčna vas).

## Življenje
Študiral je na novomeški gimnaziji. Leta 1914 je bil vpoklican v vojsko, kjer je služil v 17. pešpolku ("Janezi") in postal častnik. Med vojno ga je na Monte Passao zasul plaz, kar je preživel, vendar ni bil več sposoben za vojno na fronti. Po koncu vojne je vstopil v ljubljansko semenišče in 10. julija 1921 bil posvečen v duhovnika. 
Tri leta je bil kaplan v Dragatušu, nato dve leti v Škofji Loki. Leta 1927 je postal kapiteljski vikar v Novem mesu, kjer je bil leta 1934 umeščen za kanonika. 
Ob prihodu partizanov v Novo mesto so ga najprej zaslišali, po nekaj dneh, 13. septembra 1943 pa so ga ponovno zaprli. V noči iz 3. na 4. oktober so ga z drugimi jetniki odpeljali v Zalog pri Prečni, kjer so bili jetniki zaprti v kleteh požgane graščine. Od tam so jih odvedli v šolo v Birčni vasi, kjer so se 20. oktobra začele likvidacije. Umorjen je bil naslednji dan in vržen v Mihovsko jamo. Ostanke žrtev so leta 1994 pobrali iz jame in pokopali v Novem mestu na ločenskem pokopališču.
Zaradi svoje zvestobe veri in duhovniški službi je predlagan za mučenca.